# Шахимарданский эксклав

Шахимарданский эксклав является одной из двух групп эксклавов Узбекистана. Как и Сохский эксклав, Шахимардан фактически состоит из двух отдельных частей — более крупной и населённой южной (Южный Шахимардан) и более мелкой, малонаселённой северной (Северный Шахимардан или Джангайл, также Хальмион). В отличие от Сохского эксклава, Шахимарданский не является самостоятельным административным районом. Он входит в состав Ферганского района Ферганской области и имеет население порядка 6 000 человек на территории около 90 км². 91 % населения узбеки, 9 % — киргизы. До границы с Узбекистаном — 20 км, до города Фергана 43 км. Дорога в сторону Ферганы проходит через киргизский город Кадамжай (с 1940 по 2006 год назывался Фрунзе). Территорию эксклава окружает Кадамжайский район, Баткенская область, Киргизия.
Эксклав был передан Узбекистану в 1930 году, будучи до этого частью Киргизии. Главный населённый пункт эксклава — село Шахимардан (ранее Хамзаабад), имеется также более мелкое поселение Иордан. Южный Шахимардан занимает предгорное ущелье Алайского хребта, куда стекают две горные речки — Аксу и Коксу, которые при слиянии образуют реку Шахимардансай. Эксклав часто страдает от схода селевых лавин, возможны сильные землетрясения.
Основная достопримечательность — киргизское голубое озеро Курбан-Кёль.

## Киргизско-узбекские отношения
После распада СССР проблема принадлежности Шахимарданского эксклава и делимитации возникшей по его периметру межгосударственной границы встала особенно остро. Киргизские власти предложили вернуть эксклав в состав Киргизии в обмен на денежные средства, на что Узбекистан ответил возможно в будущем вернутся к этому вопросу и обсудят подробнее. Границы эксклава некоторое время были даже заминированы. Проблемы жителей эксклава осложняются быстрым спадом населения долины, наличием нескольких погранпостов, крайней бедностью, коррупцией, наличием межнациональных трений и проч. Последние соглашения между странами устранили некоторые разногласия, позволив жителям обеих стран посещать эксклав на срок не более двух месяцев без виз с целью поддержать туризм в Киргизском озере Курбан-Кёль.